# Walter III. von Geroldseck

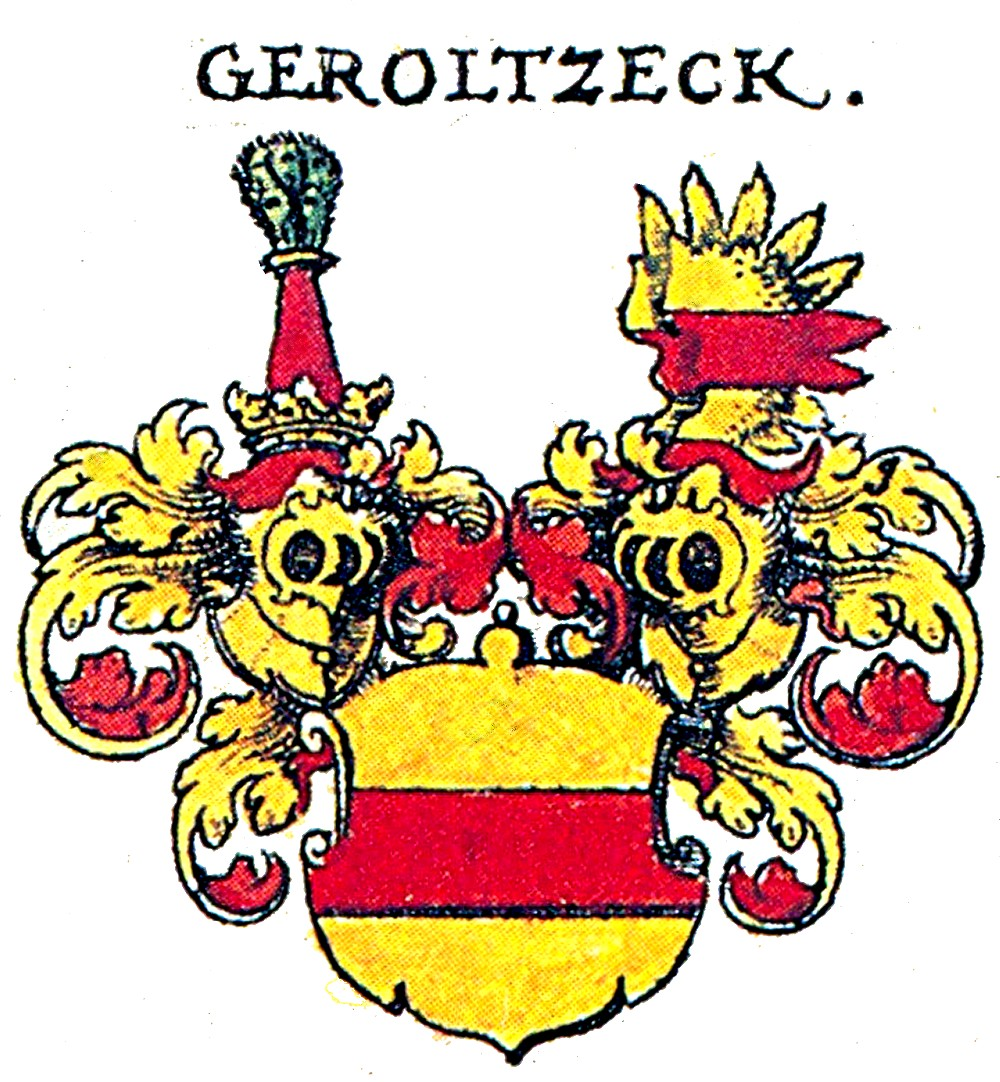
Wappen der reichsfreien Herren von Geroldseck

Walter III. von Geroldseck genannt von Tübingen (* um oder vor 1299; † 1364) war Herr von Hohengeroldseck.

## Leben
Abt und Konvent des Klosters Schuttern erlaubten 1327 den Herren von Geroldseck, vertreten durch Graf Georg von Veldenz (* 1288; † 1347) und Walter gen. von Tübingen, aus Schuttern eine Stadt zu machen.
Nach der Chronik von Jakob Twinger von Königshofen und nach Beschreibung bei Ägidius Tschudi war Walter ein Wegelagerer, der von der Burg Schwanau, die auf elsässischem Gebiet nahe dem Rhein in einem Morast gestanden habe, Kaufleute überfiel. Er galt als grausamer Raubritter, der nicht zimperlich mit seinen Gefangenen umging, was ihm schlussendlich auch zum Verhängnis wurde: ein Städtebund unter der Führung der Stadt Straßburg zerstörte die Burg 1333 in der sogenannten Schwanauer Fehde. Anschließend wurden auch die Geroldsecker-Städtchen Erstein und Schuttern zerstört.
Unter kaiserlichem Druck wurde 1334 schließlich ein Sühnevertrag zwischen den Konfliktparteien geschlossen. Die Burg Schwanau und die Befestigung Ersteins wurden geschleift und durften nicht wieder aufgebaut werden. Walter entsagte dem Raubrittertum und lebte fortan ein ehrsames Leben.

## Sage
Die Belagerer schworen, jeden der Raubritter zu töten. Lediglich Frauen mit dem Schatze, der ihnen gehöre, würden verschont. Als sich der äußerst blutige Kampf dem Ende neigte, erschien die Gemahlin in einfachem Kleid. Ihren Gemahl auf dem Rücken und das Söhnlein im Arm. Sie appellierte an die Ehre der Belagerer und verwies auf ihr Versprechen. Diese liesen sie verblüfft von dannen ziehen.

## Familie
Walter war ein Sohn von Hermann II. von Geroldseck († 1298 gefallen in der Schlacht bei Göllheim) und Ute Pfalzgräfin von Tübingen. Sein Großvater war Heinrich von Geroldseck († 1296), genannt von Veldenz, der ein Bruder Hermanns I. von Geroldseck († 1262 gefallen in der Schlacht von Hausbergen) und Bischof Walter von Geroldseck († 1263) war. Sein Urgroßvater war Walter I. von Geroldseck (* 1204; † 1277).
Walter III. war verheiratet mit Anna von Fürstenberg († 1345; bestattet in Schuttern) und hatte mit ihr folgende Kinder:
- Heinrich II. Herr zu Hohengeroldseck, gen. von Tübingen ⚭ Anna von Ochsenstein
- Walter IV. Herr zu Hohengeroldseck, Kanoniker in Andlau und Neuweiler
- Georg, Kanoniker in Straßburg
- Beatrix ⚭ Heinich von Andlau

sowie zwei uneheliche Töchter, Katharia und Anna, Nonnen im Kloster Wittichen.